# Зоран Његуш
Зоран Његуш (Титово Ужице, 25. јун 1973) је бивши српски фудбалер а садашњи фудбалски тренер.

## Играчка каријера

### Црвена звезда
За Црвену звезду је одиграо 103 званичне утакмице и постигао 13 голова. Освојио је два национална купа 1996. и 1997. године. У редове црвено-белих стигао је из ужичке Слободе за коју је од 1993. до 1995. године одиграо 57 мечева и забележио осам погодака.
Није био стандардан у првој сезони у Звезди. У првенству 1995/96. одиграо је 15 утакмица (девет у стартној постави), али је у освајању Купа играо на свих шест мечева укључујући и финалне сусрете против Партизана у две победе од 3:0 и 3:1. У сезони 1996/97. усталио се у стартних 11 одигравши 22 лигашка меча уз четири постигнута поготка (по један у тријумфима против Рада 2:1 и 1:0). У походу на свој други Куп у седам утакмица постигао је један гол и то у реваншу финала против Војводине из једанаестерца у 85. минуту за победу и освајање пехара. Памти се и његов погодак у реваншу првог кола Купа победника купова против Кајзерслаутерна (4:0) у 107. минуту другог продужетка за вођство од 3:0. Одиграо је свих шест утакмица у овом такмичењу у сезони 1996/97, против Хартса (0:0 и 1:1), Кајзерслаутерна (0:1 и 4:0) и Барселоне (1:3 и 1:1).
Црвено-бели су у сезони 1997/98. поново наступали у Купу победника купова, а Његуш је био у саставу на све четири утакмице и постигао погодак у победи против финског Хелсинкија од 3:0 у 90. минуту. У првом колу Звезду је зауставио белгијски Жерминал Екерен голом Томаша Радзинског у Београду (1:1). У првом мечу Екерен је славио на свом терену са 3:2. Његуш је те сезоне у домаћем шампионату одиграо 26 сусрета и три пута се уписао у стрелце. По један погодак је постигао из пенала против Земуна (1:0) и Будућности (1:1), а погодио је и мрежу у високој победи над Војводином од 7:1. Црвено-бели су у сезони 1997/98. играли врло атрактиван и ефикасан фудбал, али је ипак Обилић освојио титулу.

### Шпанија
Његуш је добрим партијама у Звезди скренуо пажњу иностраних клубова, па је лета 1998. године прешао у Атлетико Мадрид. Боју дреса није мењао, а за три сезоне у дресу мадридских црвено-белих одиграо је 52 лигашка меча и постигао три поготка. Најуспешнији је био у последњој сезони (2000/01), када је на 26 утакмица два пута матирао противничке чуваре мреже. Каријеру је наставио у Севиљи, за коју је од 2001. до 2004. године на 57 првенствених мечева постигао један гол. У овом клубу је и завршио играчку каријеру.

### Репрезентација
За репрезентацију је одиграо седам мечева. Дебитовао је 28. децембра 1996. године у победи Југославије против Аргентине од 3:2 у Мар дел Плати, а последњу утакмицу одиграо је 11. јуна 2003. године у поразу Србије и Црне Горе у Бакуу против Азербејџана (1:2) у квалификацијама за Европско првенство.

## Тренерска каријера
Касније се посветио тренерском позиву. Водио је ужичку Слободу у сезони 2009/10, затим ивањички Јавор (2010/11), Спартак из Суботице (2011/12), Борац из Чачка (2012/13) и Нови Пазар у сезони 2013/14.
Након шест година без тренерског ангажмана, Његуш је почетком септембра 2020. постављен за тренера београдског Рада. На тренерској клупи Рада је био тек месец дана, пошто је већ почетком октобра 2020. преузео другог суперлигаша, Златибор из Чајетине. Смењен је са места тренера Златибора у фебруару 2021. године. Његуш је преузео клуб када је био последњи на табели. Водио је екипу на 10 првенствених утакмица, а остварио је четири победе, један реми и пет пораза. Уз то га је елиминисала и Црвена звезда из Купа Србије.